# Chen Yibing
Dans ce nom chinois, le nom de famille, Chen, précède le nom personnel.
Chen Yibing (chinois : 陈一冰; né le 19 décembre 1984 à Tianjin) est un gymnaste chinois. Les anneaux sont son agrès de prédilection. Seul le seigneur des Anneaux italien de la fin du XXe siècle, Jury Chechi, le devance par son palmarès mondial aux anneaux.

## Biographie
Il règne sur les anneaux de 2006 à 2012, agrès qu'il domine pendant près de 6 années au niveau mondial, terminant systématiquement premier des championnats du monde de gymnastique artistique en 2006, 2007, 2010 et 2011 à l'exception de 2009, où absent, l'épreuve est remportée par son compatriote Yan Mingyong. 
Champion olympique en 2008, sa performance aux anneaux fut décrite comme « parfaite » et « encyclopédique », reconnue pour sa précision et son haut niveau de difficulté,. 
Lors des Jeux olympiques de Londres en 2012, désormais capitaine de l'équipe masculine chinoise de gymnastique, il est le grand favori à sa propre succession, terminant premier lors des qualifications.
Lors de la finale, il est le premier à passer et obtient une note de 15.800 (note D: 6.8). Aucun des six concurrents suivants ne réussit à le surpasser, jusqu'à ce que la routine du gymnaste brésilien Arthur Zanetti se voie gratifier d'une note de 15.900 (note D: 6.8) à la surprise générale des commentateurs, du public, et du nouveau médaillé d'or lui-même.
Les commentateurs de la NBC, d'Eurosport et de la BBC, qui, avant l'annonce des résultats, prédisaient à Zanetti au mieux une médaille de bronze, ne parviennent pas à comprendre cette différence de notes entre les deux gymnastes. Pour les commentateurs de la BBC, les juges ont fait preuve d'une « injustice troublante » (« disturbingly unfair »). L'ancien gymnaste italien Igor Cassina, qui commente l'épreuve à la télévision italienne, est lui aussi surpris par la note du brésilien, trop élevée selon lui. Le gymnaste bulgare Jordan Jovtchev, qui participait à ses sixièmes Jeux olympiques, se prononce également dans ce sens : « Personnellement, je pense que Chen a été le meilleur. Mais je ne suis pas le juge. ».
Malgré sa déception de terminer sur une note amère ce qui sera sans doute ses derniers Jeux olympiques, le gymnaste chinois a « sportivement embrassé et applaudi son concurrent ». 
Il compte désormais se consacrer à la poursuite de ses études à l'université normale de Pékin, en psychologie du sport.

## Palmarès

### Jeux olympiques
- Pékin 2008
  -  médaille d'or par équipes
  -  médaille d'or aux anneaux

- Londres 2012
  -  médaille d'or par équipes
  -  médaille d'argent aux anneaux

### Championnats du monde
- Aarhus 2006
  -  médaille d'or par équipes
  -  médaille d'or aux anneaux

- Stuttgart 2007
  -  médaille d'or au concours par équipes
  -  médaille d'or aux anneaux

- Rotterdam 2010
  -  médaille d'or au concours par équipes
  -  médaille d'or aux anneaux

- Tokyo 2011
  -  médaille d'or au concours par équipes
  -  médaille d'or aux anneaux

### Jeux asiatiques
- Doha 2006
  -  médaille d'or au concours par équipes
  -  médaille d'or aux anneaux

- Guangzhou 2010
  -  médaille d'or au concours par équipes
  -  médaille d'or aux anneaux.